# Essunga
Essunga è un comune svedese di 5 578 abitanti, situato nella contea di Västra Götaland. Il suo capoluogo è la cittadina di Nossebro.

## Località
Nel territorio comunale sono comprese le seguenti aree urbane (tätort):
- Nossebro
- Jonslund
- Främmestad